# Олич, Ивица
И́вица О́лич (хорв. Ivica Olić; род. 14 сентября 1979, Давор, СР Хорватия) — хорватский футбольный тренер, ранее выступавший как футболист на позиции нападающего.
Олич начинал свою карьеру в полупрофессиональном клубе «Марсония». В сезоне 1998/99 пытался закрепиться в основе берлинской «Герты», но провёл здесь всего 2 матча, после чего вернулся на родину. Получил большую известность благодаря своей игре за ЦСКА, в составе которого трижды стал чемпионом России, а также брал Кубок УЕФА 2005 года. С 2009 по 2012 года выступал в составе мюнхенской «Баварии» и доходил с ней до финалов Лиги чемпионов 2010, 2012 года.
С 2002 года выступал в составе сборной Хорватии, признавался лучшим футболистом этой страны в 2002, 2004, 2009 годах. Является одним из лучших бомбардиров и самых долгоиграющих игроков «шашечных».
В 2017 году начал свою тренерскую карьеру, став помощником главного тренера сборной Хорватии. В 2021 году стал главным тренером ЦСКА. 15 июня расторг контракт с клубом по обоюдному согласию.

## Профессиональная карьера

#### Начало карьеры
Ивица Олич родился и вырос в небольшой хорватской деревне Давор, расположенной рядом с городом Славонски-Брод. Футболом начинал заниматься в местной команде «Марсония», которая выступала в региональной лиге Хорватии и даже не имела профессионального статуса. В первом же сезоне Олич забил 9 голов и стал лучшим бомбардиром команды, которая, однако, вылетела во второй дивизион.
В 1998 году заключил контракт с берлинской «Гертой». В основной команде «старой дамы» сыграл всего 2 матча. Зато в фарм-клубе провёл 30 встреч, в которых отличился 10 раз. В 1999 году Олич решил вернуться на родину в родной клуб «Марсония». В «Марсонии» провёл очень удачный сезон, забив в 29 играх 17 мячей.
В 2001 году Олич перебрался в «Загреб», где в 28 матчах забил 21 гол, чем помог своей команде завоевать золотые медали чемпионата Хорватии. В следующем сезоне Олич продолжил свою карьеру в загребском «Динамо», где он забил 16 мячей в 21 матче и стал лучшим бомбардиром хорватского чемпионата.

#### ЦСКА
В 2003 году Олич заключил четырёхлетний контракт с московским ЦСКА. За переход нападающего армейский клуб заплатил 5 млн евро, что на тот момент стало рекордом для российского футбола.
Карьера Олича в стане «армейцев» получилась яркой. В первых же своих десяти играх сезона 2003 Олич забил 7 голов, чем помог команде стать чемпионом, и сам попал в список 33 лучших игроков чемпионата. Часто не играл полные матчи, либо выходя на замену или его меняли к концу игры. За четыре года в клубе в общей сложности провёл 112 матчей в которых забил 41 гол, из них на поле чемпионата России провёл 78 игр, забив 29 мячей. В составе ЦСКА Олич трижды выигрывал чемпионат России, дважды становился обладателем Кубка России и Суперкубка, а в 2005 году вместе с ЦСКА выиграл Кубок УЕФА. В финальном матче Кубка УЕФА, несмотря на перелом носа, вышел в стартовом составе в специальной маске и провёл на поле 67 минут.

#### Бундеслига

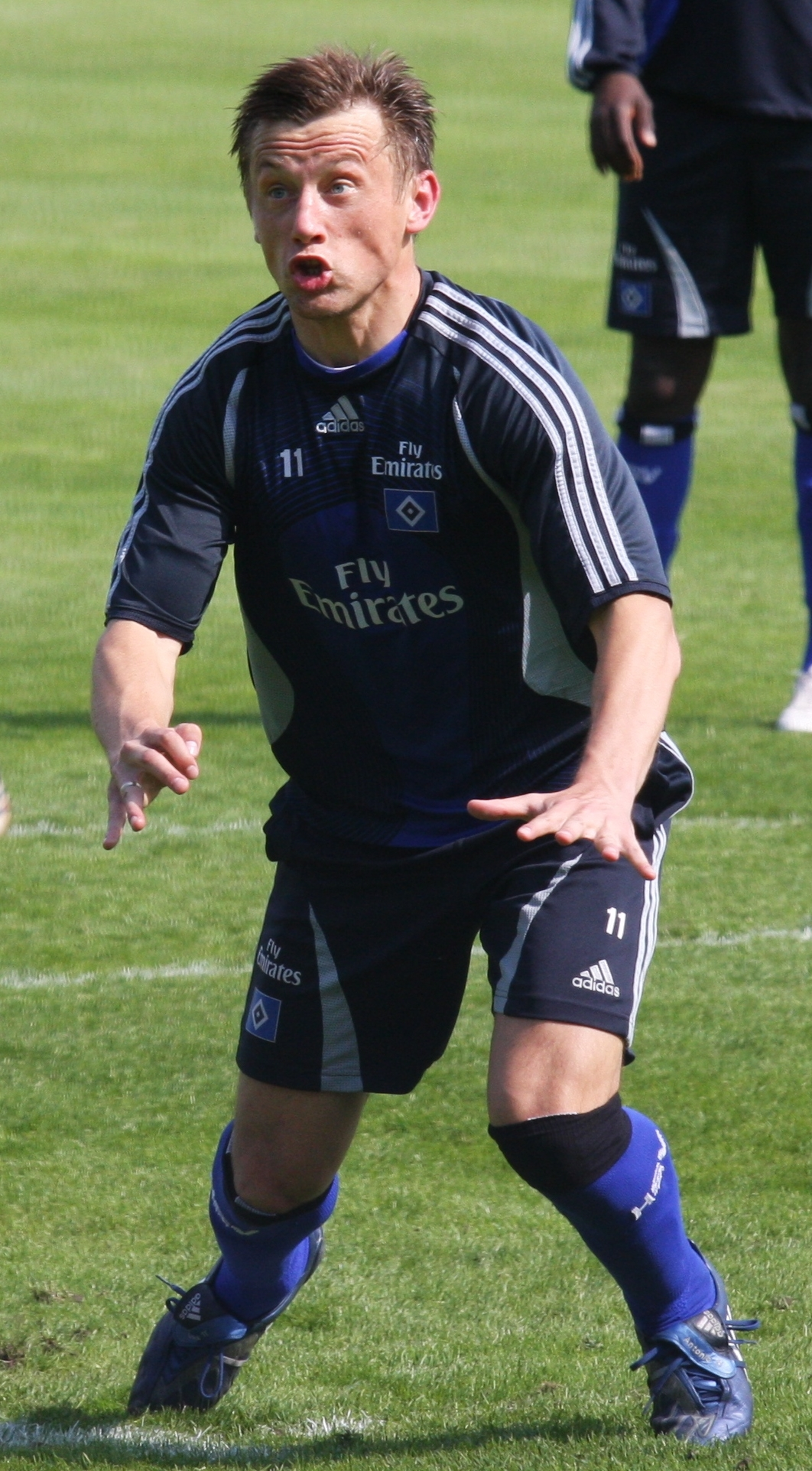
Олич в составе «Гамбурга»

В январе 2007 года Олич перешёл в «Гамбург». С приходом Олича клуб вышел из зоны вылета и финишировал в верхней части таблицы. Дебютный гол пришёлся на матч против «Айнтрахта» (3:1). По итогам следующего сезона Олич с 14 голами вошёл в пятёрку лучших бомбардиром Бундеслиги, а «Гамбург» финишировал на четвёртом месте. Ещё по два мяча забил в Кубке УЕФА и Кубке Германии. В следующем сезоне Олич стал лучшим бомбардиром Лиги Европы с 9 голами в 14 матчах. На счету Олича в той европейской компании оказалось два дубля: в ворота «Астон Виллы» в матче 1/16 финала и в ворота «Вердера» в полуфинале. У себя на родине Олич вновь получил приз лучшего футболиста. В Германии попал в символическую сборную Kicker.
Летом 2009 года Олич перешёл в «Баварию». Там провёл почти три года, забив 13 мячей в 55 матчах. Забил уже в дебютном поединке против «Хоффенхайма» (1:1). Всего же забил 19 голов в сезоне 2009/10. Семь из них пришлись на компанию Лиги чемпионов, в которой «Бавария» добралась до финала. В этом турнире Олич поражал ворота «Маккаби» Хайфа (1:0), «Ювентуса» (1:4), а также забил по мячу в двухматчевом противостоянии против «Манчестер Юнайтед». Наконец, в полуфинале Олич забил три мяча в ворота «Лиона», которые вывели мюнхенцев в финал. Несмотря на то, что в решающем поединке Лиги чемпионов команда проиграла «Интеру» 0:2, на национальной арене хорват был признан одним из лучших нападающих. Он помог «Баварии» выиграть чемпионат Германии, Кубок и Суперкубок Германии. В финальном поединке Суперкубка против «Шальке» отдал голевую передачу (2:0).

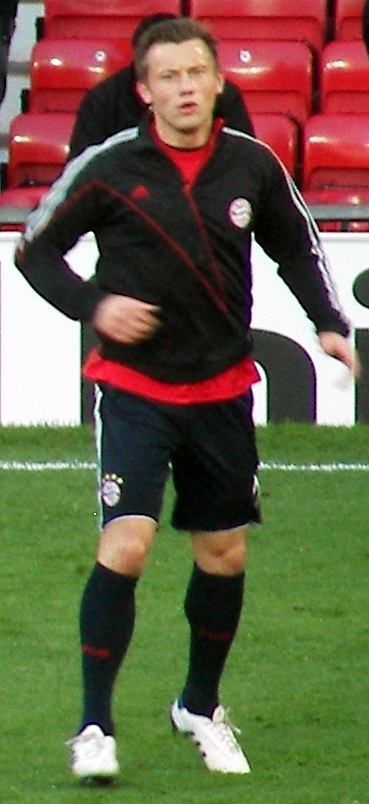
Олич в составе «Баварии»

Осенью 2010 года Ивица Олич получил травму колена и выбыл из строя до конца сезона. После окончания сезона 2010/11 появился на поле в нескольких товарищеских матчах. В начале сезона 2011/12, в третьем туре, в победном для «Баварии» матче с «Гамбургом» (5:0) получил травму бедра и выбыл на неопределённый срок. В том матче забил пятый гол в матче. 3 апреля 2012 года забил два гола в ворота «Марселя» (2:0) в матче Лиги чемпионов. Последним матчем Олича за «Баварию» стал финал Лиги чемпионов 2012 года против «Челси», в дополнительное время которого он вышел на замену Франку Рибери. До конца матча не отметился результативными действиями, но в конце овертайма прострелил на пустые ворота Ван Бюйтену, но бельгиец не понял замысла Ивицы и не замкнул его, а в послематчевой серии пенальти Олич не сумел реализовать удар.
26 апреля 2012 года, на следующий день после того как «Бавария» обеспечила себе выход в финал Лиги чемпионов 2011/12, Олич объявил, что начнет следующий сезон в «Вольфсбурге», хотя ранее были слухи об интересе со стороны «Лацио». В составе «Вольфсбурга» хорват вновь начал получать необходимый объём игровой практики. Он выходил в стартовом составе, но большую часть матчей завершал на скамейке запасных. Так и в первом матче за «Вольфсбург» против «Шенберга» вышел с первых минут, сделал хет-трик и покинул поле за 20 минут до конца. В чемпионате забил 11 мячей, которые позволили «Вольфсбургу» занять место в верхней части турнирной таблицы. 24 апреля 2014 года Олич продлил контракт с «Вольфсбургом» до 2016 года. На протяжении двух сезонов становился лучшим бомбардиром клуба, забивая 10 и 13 голов соответственно.
29 января 2015 года Олич вернулся в «Гамбург», подписав контракт до лета 2016 года. 23 мая 2015 года Олич в последнем туре чемпионата забил победный гол в ворота «Шальке 04», что позволило команде занять 16-е место в турнирной таблице и остаться в элите немецкого футбола. Однако этот гол оказался для Олича единственным за шестнадцать матчей.
27 июля 2016 года стало известно, что Олич на правах свободного агента подписал контракт на сезон с клубом Второй Бундеслиги «Мюнхен 1860». Проведя за «львов» один сезон и забив пять голов в конце июня 2017 года, объявил о завершении игровой карьеры.

### Национальная сборная
Выступал за молодёжные сборные Хорватии различных возрастов. Лучший бомбардир мемориала Ежека 1996 года.
В 2002 году Олич дебютировал за основную национальную сборную своей страны и вскоре вошёл в заявку команды на чемпионат мира 2002 года. На турнире он сыграл в двух матчах и забил важный гол в ворота сборной Италии. Вскоре после этого стал одним из основных нападающих команды, однако на Евро-2004 и чемпионате мира в Германии результативными действиями не отметился.
21 ноября 2007 года стал одним из творцов победы сборной Хорватии над сборной Англии, забив один из голов. Как оказалось, эта победа вывела сборную России в финальный этап Евро-2008. На чемпионате Европы Олич заработал пенальти в ворота сборной Австрии, который реализовал Лука Модрич. Также он забил один из голов в ворота сборной Германии, который оказался победным.
После этого Олич шесть лет не играл на международных турнирах: на чемпионат мира в ЮАР хорваты не квалифицировались, а Евро-2012 он пропустил из-за травмы. Таким образом, последним крупным турниром в составе сборной для Олича стал чемпионат мира 2014 года, где нападающий отметился голом в ворота сборной Камеруна.

## Тренерская карьера

### Сборная Хорватии
В октябре 2017 года вошёл в тренерский штаб сборной Хорватии. Был ассистентом Златко Далича во время чемпионата мира в России, на котором хорватская сборная сенсационно дошла до финала. После увольнения из ЦСКА вернулся в штаб Далича и отправился с командой на Евро-2020.

### ЦСКА
23 марта 2021 года стал главным тренером ЦСКА, сменив на этом посту Виктора Гончаренко. 4 апреля армейцы провели первый матч под руководством Олича, в котором со счётом 2:1 обыграли «Тамбов». Под руководством Олича команда финишировала на 6-м месте в турнирной таблице и впервые за последние 20 лет не смогла пробиться в еврокубки. 15 июня расторг контракт с клубом по обоюдному согласию. В ноябре 2021 года заявил, что его тренерская работа в команде не сложилась из-за руководства клуба, а именно Романа Бабаева.

### Молодёжная сборная Хорватии
2 июля 2024 года стал главным тренером молодёжной сборной Хорватии по футболу (U-21). В первом матче под руководством Олича его подопечные обыграли молодёжную сборную Фарерских островов (2:1).

## Семья
Со своей женой Натали Олич познакомился в Берлине во время выступлений за «Герту». Трое детей — сыновья Луко и Антонио и дочь Лара.

## Достижения

### Командные
«Загреб»
- Чемпион Хорватии: 2001/02

 «Динамо» (Загреб)
- Чемпион Хорватии: 2002/03

 ЦСКА
- Чемпион России: 2003, 2005, 2006
- Обладатель Кубка России: 2004/2005, 2005/2006
- Обладатель Суперкубка России: 2004, 2006
- Обладатель Кубка УЕФА: 2004/2005

 «Гамбург»
- Обладатель Кубка Интертото УЕФА: 2007

 «Бавария»
- Чемпион Германии: 2009/10
- Обладатель Кубка Германии: 2009/10
- Обладатель Суперкубка Германии: 2010

### Личные достижения
- Лучший бомбардир Чемпионата Хорватии: 2001/2002, 2002/2003
- Футболист года в Хорватии (Sportske novosti): 2002, 2003
- Футболист года в Хорватии (Večernji list): 2009, 2010[30]
- В списках 33 лучших футболистов чемпионата России: № 2 (2003), (2004)
- В рамках премии «Золотая подкова» один раз получил «Серебряную подкову» (2003).

## Статистика

### Клубная
| Выступление      | Выступление         | Выступление      | Чемпионат | Чемпионат | Кубки | Кубки | Еврокубки | Еврокубки | Итого | Итого |
| Клуб             | Лига                | Сезон            | Игры      | Голы      | Игры  | Голы  | Игры      | Голы      | Игры  | Голы  |
| ---------------- | ------------------- | ---------------- | --------- | --------- | ----- | ----- | --------- | --------- | ----- | ----- |
| Марсония         | Первая лига         | 1996/97          | 24        | 9         | 0     | 0     | —         | —         | 24    | 9     |
| Марсония         | Вторая лига, Восток | 1997/98          | 23        | 8         | 0     | 0     | —         | —         | 23    | 8     |
| Марсония         | Итого               | Итого            | 42        | 17        | 0     | 0     | —         | —         | 42    | 17    |
| Герта            | Бундеслига          | 1998/99          | 2         | 0         | 1     | 0     | —         | —         | 3     | 0     |
| Герта            | Бундеслига          | 1999/2000        | 0         | 0         | 0     | 0     | 0         | 0         | 0     | 0     |
| Герта            | Итого               | Итого            | 2         | 0         | 1     | 0     | 0         | 0         | 3     | 0     |
| Марсония         | Вторая лига         | 1999/2000        | 13        | 4         | 0     | 0     | —         | —         | 13    | 4     |
| Марсония         | Первая лига         | 2000/01          | 29        | 17        | 0     | 0     | —         | —         | 29    | 17    |
| Марсония         | Итого               | Итого            | 42        | 21        | 0     | 0     | —         | —         | 42    | 21    |
| Загреб           | Первая лига         | 2001/02          | 29        | 21        | 0     | 0     | —         | —         | 29    | 21    |
| Динамо (Загреб)  | Первая лига         | 2002/03          | 27        | 16        | 0     | 0     | 4         | 3         | 31    | 19    |
| ЦСКА             | Премьер-лига        | 2003             | 10        | 7         | 2     | 1     | —         | —         | 12    | 8     |
| ЦСКА             | Премьер-лига        | 2004             | 24        | 9         | 3     | 1     | 5         | 0         | 32    | 10    |
| ЦСКА             | Премьер-лига        | 2005             | 20        | 10        | 5     | 1     | 8         | 0         | 33    | 11    |
| ЦСКА             | Премьер-лига        | 2006             | 24        | 9         | 5     | 2     | 6         | 1         | 35    | 12    |
| ЦСКА             | Итого               | Итого            | 78        | 35        | 15    | 5     | 19        | 1         | 112   | 41    |
| Гамбург          | Бундеслига          | 2006/07          | 15        | 5         | 0     | 0     | —         | —         | 15    | 5     |
| Гамбург          | Бундеслига          | 2007/08          | 32        | 14        | 4     | 2     | 10        | 2         | 46    | 18    |
| Гамбург          | Бундеслига          | 2008/09          | 31        | 10        | 5     | 6     | 14        | 9         | 50    | 25    |
| Гамбург          | Итого               | Итого            | 78        | 29        | 9     | 8     | 24        | 11        | 111   | 48    |
| Бавария          | Бундеслига          | 2009/10          | 27        | 10        | 1     | 0     | 9         | 7         | 37    | 17    |
| Бавария          | Бундеслига          | 2010/11          | 6         | 0         | 1     | 0     | 2         | 0         | 9     | 0     |
| Бавария          | Бундеслига          | 2011/12          | 20        | 2         | 2     | 0     | 5         | 2         | 27    | 4     |
| Бавария          | Итого               | Итого            | 53        | 12        | 4     | 0     | 16        | 9         | 73    | 21    |
| Вольфсбург       | Бундеслига          | 2012/13          | 32        | 9         | 3     | 1     | —         | —         | 35    | 10    |
| Вольфсбург       | Бундеслига          | 2013/14          | 32        | 13        | 1     | 0     | —         | —         | 33    | 13    |
| Вольфсбург       | Бундеслига          | 2014/15          | 14        | 5         | 1     | 0     | 5         | 1         | 20    | 6     |
| Вольфсбург       | Итого               | Итого            | 78        | 27        | 5     | 1     | 5         | 1         | 88    | 29    |
| Гамбург          | Бундеслига          | 2014/15          | 16        | 1         | 0     | 0     | —         | —         | 16    | 1     |
| Гамбург          | Бундеслига          | 2015/16          | 9         | 0         | 1     | 1     | —         | —         | 10    | 1     |
| Гамбург          | Итого               | Итого            | 25        | 1         | 1     | 1     | —         | —         | 26    | 2     |
| Мюнхен 1860      | Бундеслига II       | 2016/17          | 30        | 5         | 1     | 0     | —         | —         | 31    | 5     |
| Мюнхен 1860      | Итого               | Итого            | 30        | 5         | 1     | 0     | —         | —         | 31    | 5     |
| Всего за карьеру | Всего за карьеру    | Всего за карьеру | 482       | 184       | 36    | 15    | 66        | 23        | 584   | 222   |

### Голы за сборную
| #  | Дата            | Стадион                                         | Соперник             | Счёт | Итог | Соревнование                                         |
| -- | --------------- | ----------------------------------------------- | -------------------- | ---- | ---- | ---------------------------------------------------- |
| 1  | 17 апреля 2002  | Максимир, Загреб, Хорватия                      | Босния и Герцеговина | 1:0  | 2:0  | Товарищеский матч                                    |
| 2  | 8 июня 2002     | Стадион города Касима, Касима, Япония           | Италия               | 1:1  | 2:1  | Чемпионат мира по футболу 2002                       |
| 3  | 30 апреля 2003  | Росунда, Стокгольм, Швеция                      | Швеция               | 0:1  | 2:1  | Товарищеский матч                                    |
| 4  | 11 октября 2003 | Максимир, Загреб, Хорватия                      | Болгария             | 1:0  | 1:0  | Чемпионат Европы по футболу 2004 (отборочный турнир) |
| 5  | 29 мая 2004     | Кантрида, Риека, Хорватия                       | Словакия             | 1:0  | 1:0  | Товарищеский матч                                    |
| 6  | 5 июня 2004     | Паркен, Копенгаген, Дания                       | Дания                | 0:2  | 1:2  | Товарищеский матч                                    |
| 7  | 16 октября 2007 | Кантрида, Риека, Хорватия                       | Словакия             | 1:0  | 3:0  | Товарищеский матч                                    |
| 8  | 16 октября 2007 | Кантрида, Риека, Хорватия                       | Словакия             | 3:0  | 3:0  | Товарищеский матч                                    |
| 9  | 21 ноября 2007  | Уэмбли, Лондон, Англия                          | Англия               | 0:2  | 2:3  | Чемпионат Европы по футболу 2008 (отборочный турнир) |
| 10 | 13 июня 2008    | Хипо-Арена, Клагенфурт, Австрия                 | Германия             | 2: 0 | 2:1  | Чемпионат Европы по футболу 2008                     |
| 11 | 15 октября 2008 | Максимир, Загреб, Хорватия                      | Андорра              | 2:0  | 4:0  | Чемпионат мира по футболу 2010 (отборочный турнир)   |
| 12 | 12 августа 2009 | Динамо, Минск, Беларусь                         | Беларусь             | 0:1  | 1:3  | Чемпионат мира по футболу 2010 (отборочный турнир)   |
| 13 | 12 августа 2009 | Динамо, Минск, Беларусь                         | Беларусь             | 1:3  | 1:3  | Чемпионат мира по футболу 2010 (отборочный турнир)   |
| 14 | 3 сентября 2010 | Сконто, Рига, Латвия                            | Латвия               | 0:2  | 0:3  | Чемпионат Европы по футболу 2012 (отборочный турнир) |
| 15 | 11 ноября 2011  | Тюрк Телеком Арена, Стамбул, Турция             | Турция               | 0:1  | 0:3  | Чемпионат Европы по футболу 2012 (отборочный турнир) |
| 16 | 22 марта 2013   | Максимир, Загреб, Хорватия                      | Сербия               | 2:0  | 2:0  | Чемпионат мира по футболу 2014 (отборочный турнир)   |
| 17 | 5 марта 2014    | Кибун Парк (АФГ Арена), Санкт-Галлен, Швейцария | Швейцария            | 1:1  | 2:2  | Товарищеский матч                                    |
| 18 | 5 марта 2014    | Кибун Парк (АФГ Арена), Санкт-Галлен, Швейцария | Швейцария            | 2:2  | 2:2  | Товарищеский матч                                    |
| 19 | 19 июня 2014    | Арена да Амазония, Манаус, Бразилия             | Камерун              | 1:0  | 4:0  | Чемпионат мира по футболу 2014                       |
| 20 | 28 марта 2015   | Максимир, Загреб, Хорватия                      | Норвегия             | 3:0  | 5:1  | Чемпионат Европы по футболу 2016 (отборочный турнир) |

### Тренерская
| Команда          | Начало работы | Завершение работы | Показатели | Показатели | Показатели | Показатели | Показатели |
| Команда          | Начало работы | Завершение работы | М          | В          | Н          | П          | % побед    |
| ---------------- | ------------- | ----------------- | ---------- | ---------- | ---------- | ---------- | ---------- |
| ЦСКА (Москва)    | 23 марта 2021 | 15 июня 2021      | 9          | 4          | 1          | 4          | 044,44     |
| Хорватия (до 21) | 2 июля 2024   | н.в.              | 12         | 7          | 2          | 3          | 058,33     |
| Итого            | Итого         | Итого             | 21         | 11         | 3          | 7          | 052,38     |